# Menophra cuprearia
Menophra cuprearia är en fjärilsart som beskrevs av Moore 1867. Menophra cuprearia ingår i släktet Menophra och familjen mätare. Inga underarter finns listade i Catalogue of Life.